# Девід Дойч
Де́від До́йч (англ. David Deutsch; нар. 1953, Хайфа) — британський фізик-теоретик ізраїльського походження, працював в Оксфордському університеті; один із піонерів у галузі квантових обчислень і пропагандист багатосвітової інтерпретації квантової механіки.

## Популярні публікації

### Структура реальності
У своїй книзі «Структура реальності» (англ. The Fabric of Reality, 1997) Дойч описує власну «теорію всього». На відміну від фізичної теорії всього, що намагається звести фундаментальні взаємодії до однієї, «теорія всього» Дойча задається ціллю поєднати в собі чотири принципи, або «нитки»:
1. Евереттівська багатосвітова інтерпретація квантової механіки («гіпотеза мультивсесвіту»), «перша й найважливіша нитка».
2. Попперівська епістемологія, її антиіндуктивізм та її вимога науково-реалістичної (неінструментальноі) інтерпретації наукових теорій, а також акцент на прийняття сміливих здогадок, відокремлених від фальсифікацій.
3. Теорія обчислень Тюрінга, особливо зроблене Дойчем квантове узагальнення принципу Тюрінга, в якому універсальна машина Тюрінга замінюється на універсальний квантовий комп'ютер Дойча («тепер теорія обчислень є квантовою теорією обчислень»).
4. Докінзовський розвиток еволюційної теорії Дарвіна та синтетична теорія еволюції, особливо ідеї реплікатора і мемів, оскільки вони об'єднуються із попперівськими принципами розв'язку задач (епістемологічна «нитка»).

### Початок нескінченності
У своїй другій книжці, «Початок нескінченності» (англ. The Beginning of Infinity, 2011), Дойч розглядає епоху Просвітництва як початок нескінченного ланцюжка цілеспрямованого формування знань. Він розмірковує над походженням мемів та над тим, як і чому еволюціонувала людська творчість.

## Нагороди та визнання
У 1998 році нагороджений премією Дірака Британського інституту фізики, а також премією в галузі комп'ютерних наук (англ. Edge of Computation Science Prize) у 2005 році. У 2008 році був обраний членом Лондонського королівського товариства.